# Nueva canción
Nueva canción (kar v španščini pomeni nova pesem) ali canto nuevo je priljubljeno glasbeno gibanje v Latinski Ameriki. Razvila se je v 60. letih 20. stoletja v Južni Ameriki, zlasti v Čilu in andskih državah, od koder se je razširila po vsem kontinentu. Gre za preplet latinskoameriške ljudske glasbe z družbeno angažiranimi oz. protestnimi besedili, ki pripovedujejo o revščini, imperializmu, demokraciji, človekovih pravicah in religiji.
Glasba ima korenine v andski glasbi, glasbi temnopoltih sužnjev v Južni Ameriki (música negra), španski, kubanski glasbi in predvsem v čilenskem plesu cueca. 
V večini pesmi je prisotna kitara, pogosto tudi južnoameriška ljudska glasbila, kot so quena, zampoña, charango ali cajón. Besedila so največkrat v španščini s primesmi lokalnih jezikov oz. narečij. 
Gibanje je največji razmah doživelo v Čilu, kjer je predstavljalo pomemben del Allendejejevega socialističnega revolucionarnega gibanja. Augusto Pinochet je zato takoj po državnem udaru leta 1973 poskušal to gibanje zatreti. Nekaj izvajalcev, npr. skupini Inti-Illimani in Quilapayún je pobegnilo iz države, Víctorja Jaro, enega najpriljubljenejših izvajalcev, je ukazal mučiti do smrti, v svoji vnemi pa je šel tako daleč, da je poskušal prepovedati nekatera tradicionalna andska glasbila. 
Tudi na Kubi, kjer se imenuje »nueva trova«, je glasbena smer uživala veliko podporo Fidela Castra.
Podobno gibanje se je razvilo tudi v Španiji, ki je bila v tistem času podvržena diktatorskemu vojaškemu režimu generala Franca; močno je bilo zlasti v Kataloniji, kjer je postalo znano pod imenom Nova Cançó, in v Baskiji.
Najpomembnejši izvajalci po posameznih državah so:
- Argentina:
  - Pedro Aznar
  - Facundo Cabral
  - León Gieco
  - Víctor Heredia
  - Mercedes Sosa
  - Atahualpa Yupanqui
  - Piero de Medici

- Brazilija:
  - Chico Buarque
  - Gilberto Gil
  - Caetano Veloso

- Čile:
  - Rolando Alarcón
  - Illapu
  - Inti-Illimani
  - Los Jaivas
  - Víctor Jara
  - Patricio Manns
  - Sergio Ortega
  - Ángel Parra
  - Isabel Parra
  - Violeta Parra
  - Quilapayún
  - Osvaldo Rodríguez
  - Horacio Salinas
  - Aparcoa
  - Julio Numhauser
  - Héctor Pavez
  - Francisco Villa
  - Tiempo Nuevo
  - Jose Seves

- Kuba:
  - Carlos Puebla
  - Carlos Varela
  - Noel Nicola
  - Pablo Milanés
  - Sara González
  - Silvio Rodríguez
  - Vicente Feliú
  - Augusto Blanca
  - Frank Delgado
  - Santiago Feliu

- Salvador:
  - Cutumay Camones

- Španija:
  - Pedro Guerra
  - Taburiente
  - Taller Canario
  - Caco Senante
  - Lluís Llach
  - Joan Manuel Serrat
  - Mikel Laboa
  - Ovidi Montllor
  - Raimon

- Nikaragva:
  - Carlos Mejía Godoy
  - Luis Enrique Mejía Godoy
  - Pancasán
  - Grupo Mancotal
  - Guardabarranco

- Mehika:
  - Alejandro Filio
  - Fernando Delgadillo
  - Amparo Ochoa
  - Mexicanto
  - Alejandro Santiago
  - Alfonso Maya
  - David Filio
  - Edgar Oceransky
  - Gabino Palomares

- Paragvaj:
  - Horacio Guaraní

- Dominikanska republika:
  - Juan Luis Guerra

- Urugvaj:
  - Daniel Viglietti

- Venezuela:
  - Ali Primera
  - Soledad Bravo
  - Los Guaraguao
  - Caco Senante